# کمیسیون تنظیم مقررات ارتباطات
نهاد «تنظیم مقررات و داوری» (رگولاتوری) به منظور برقراری فضای رقابتی در سرمایه‌گذاری و بهره‌برداری، توانمندسازی رقبای غیر دولتی، تنظیم روابط اقتصادی، حقوق و داوری نهایی در هر بخش اقتصادی با شرایط نسبتاً انحصاری تشکیل می‌شود.  
در وزارت ارتباطات و فناوری اطلاعات، کمیسیون تنظیم مقررات ارتباطات وظایف ذیل را در رابطه با ارتباطات و فناوری اطلاعات به عهده دارد.
شکل پدیداری کمیسیون تنظیم مقررات ارتباطات، "جلسه" است، جلسه‌ای که از منظر قانون متشکل از هفت نفر برگزار می‌شود.

## وظایف و اختیارات
وظایف و اختیارات کمیسیون به شرح زیر است: 
الف ـ اصلاح و تجدید ساختار بخش‌های ارتباطی کشور. 
ب ـ تعیین سیاست نرخ‌گذاری بر کلیه خدمات در بخش‌های مختلف ارتباطات و فناوری اطلاعات و تصویب جداول تعرفه‌ها و نرخهای کلیه خدمات ارتباطی در چارچوب قوانین و مقررات کشور. 
ج ـ تـدوین مـقررات ارتبـاطی کـشور در چـارچوب قوانین و مقررات کشور و اعمال و نظارت برحسن اجرای آن. 
د ـ سیاستگذاری در خصوص صدور مجوز فرکانس و تعیین و دریافت حق‌الامتیاز صدور مجوز در چارچوب قوانین و مقررات کشور. 
هـ ـ تحقق اهداف مورد نظر در بخش ارتباطات رادیویی و رادیو آماتوری.

## کمیته
طبق مصوبه 266 الزاما شرکت ها اینترنت را "غیرحجمی" به اندیوزر میفروشند. کمیته همینطور بسته های ارزان اینترنت را حذف کرده است.

## اعضاء
کمیسیون تنظیم مقررات ارتباطات دارای ۹ نفر عضو است که سه نفر آن‌ها از افراد صاحب نظر در حوزه فاوا هستند:
- سید احمد معتمدی
- نصرالله جهانگرد
- مسعود اخوان فرد